# San José de las Colinas

San José de Colinas é uma cidade hondurenha do departamento de Santa Bárbara.